# Многовид Вайтгеда

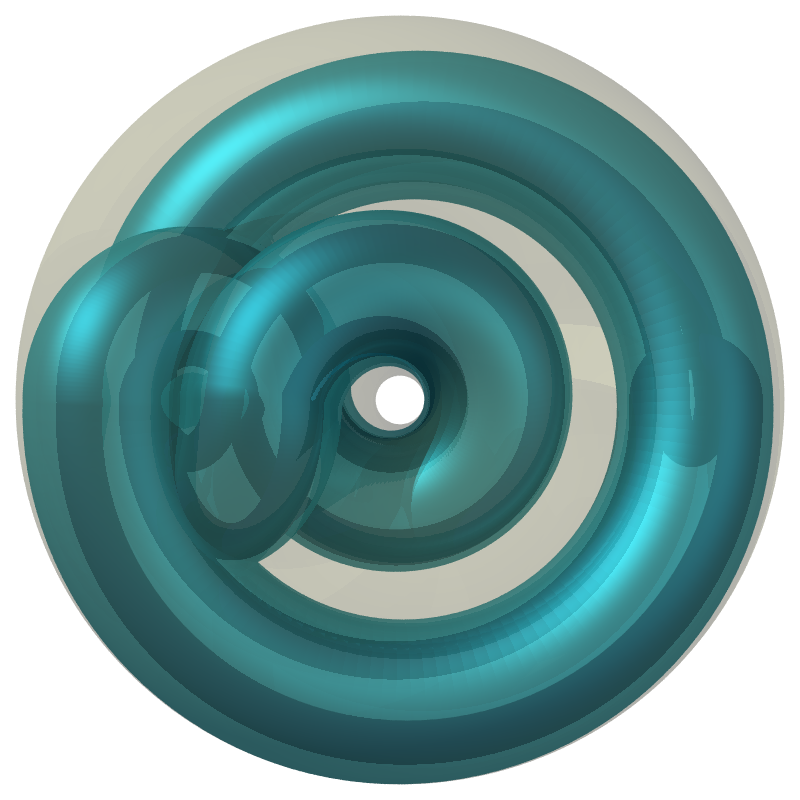
Перші три повнотори в побудові

Многовид Вайтгеда — приклад відкритого тривимірного многовиду, що є стягуваним, але не гомеоморфним {\displaystyle \mathbb {R} ^{3}}. Генрі Вайтгед знайшов приклад 1935 року намагаючись розв'язати гіпотезу Пуанкаре.
В одновимірному та двовимірному випадках подібних прикладів не існує.

## Побудова

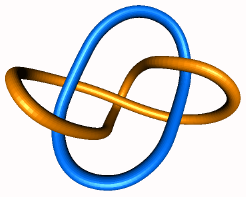
Зачеплення Вайтгеда

Для побудови тривимірної сфери вибирається незавузлений повнотор {\displaystyle T_{1}}, далі — другий повнотор {\displaystyle T_{2}} в {\displaystyle T_{1}} так, що {\displaystyle T_{2}} і трубчастий окіл меридіана {\displaystyle T_{1}} утворюють потовщення зачеплення Вайтгеда. При цьому {\displaystyle T_{2}} можна стягнути в доповненні меридіана {\displaystyle T_{1}} і меридіан {\displaystyle T_{1}} можна стягнути в доповненні {\displaystyle T_{2}}.
Далі будується повнотор {\displaystyle T_{3}}, вкладений у {\displaystyle T_{2}} таким самим способом, як і {\displaystyle T_{2}} для {\displaystyle T_{1}}; цю побудову можна продовжити до нескінченності, отримавши послідовність вкладених повнотрів:
{\displaystyle T_{1}\subset T_{2}\subset T_{3}\subset \dots }
Континуум Вайтгеда визначається як перетин побудованих повноторів:
{\displaystyle W=\bigcap _{i}T_{i}}.
Доповнення {\displaystyle W} в тривимірній сфері і є многовидом Вайтгеда.

## Властивості
- Многовид Вайтгеда, {\displaystyle W}не гомеоморфний {\displaystyle \mathbb {R} ^{3}}, але добуток {\displaystyle W\times \mathbb {R} } гомеоморфний {\displaystyle \mathbb {R} ^{4}}.
- Многовид Вайтгеда містить компактну множину {\displaystyle K} таку, що для будь-якої іншої компактної множини {\displaystyle K'\supset K} доповнення {\displaystyle W\backslash K'} не однозв'язне.